# Laichingen
Laichingen è un comune tedesco di 10 990 abitanti, situato nel land del Baden-Württemberg.
Nel villaggio di Feldstetten, fino al 1º gennaio 1975 comune indipendente e da allora facente parte del comune di Laichingen, è esistita dal 1915 un'importante base militare dell'esercito allestita dal Ministero della Guerra del Württemberg. 
La Wehrmacht rilevò la base nel 1933 per addestrare i propri soldati e nella primavera/estate del 1944 essa ospitò un numeroso contingente di soldati italiani inquadrati nella divisione Monterosa.
La base di Feldstetten fu trasformata all'inizio degli anni '70 e fino al 21 dicembre 2007 in un deposito di attrezzature della Bundeswehr. Oggi quest'area è utilizzata da un fornitore automobilistico.